# Fondazioni infinitamente flessibili
Si definiscono fondazioni infinitamente flessibili tutte quelle fondazioni in cui la distribuzione delle pressioni di contatto (o reazione del terreno) rispecchierà la distribuzione del carico sulla fondazione stessa.
Un esempio tipico è il fondo (sottile) di un serbatoio metallico adibito allo stoccaggio di liquidi.